# Tadamichi Kuribayashi
Tadamichi Kuribayashi (栗林忠道 Kuribayashi Tadamichi), nascut el 7 de juliol de 1891 a Nagano i mort pels volts del 23 de març de 1945 a Iwo Jima, va ser un militar de l'Exèrcit Imperial Japonès, conegut per haver dirigit l'exèrcit japonès de l'illa d'Iwo Jima durant la batalla d'Iwo Jima del 1945, on en va resultar desaparegut.
Designat pel primer ministre Hideki Tōjō per defensar costés el que costés Iwo Jima, Kuribayashi va haver de fer front amb 20.000 homes i cap ajuda naval ni aèria, a més de 100.000 soldats americans. Els soldats japonesos van lluitar fins a la mort, ja que només 216 d'aquests es rendiren finalment.

## Biografia
Kuribayashi va néixer en el si d'una família de llarga tradició samurai del districte de Hanishina, dins la prefectura de Nagano. Durant els seus estudis de secundària Kuribayashi, que es manifestava interessat pel periodisme, va ser convençut pels seus professors d'ingressar a l'Exèrcit Imperial Japonès un cop acabats els seus estudis a l'Escola de Secundària de Nagano el 1911. Així doncs, el 1914 Kuribayashi va obtenir el diploma de la promoció XXVI de l'Acadèmia Militar Imperial del Japó, especialitzant-se en cavalleria. Kuribayashi va continuar la seva formació militar a l'Escola de Cavalleria de l'Exèrcit fins al 1918 i, finalment, el 1923 se va graduar en la promoció XXXV del Col·legi Militar de Guerra, amb molt bons resultats, rebent el sable d'oficial de mans del mateix emperador Taisho. El desembre d'aquell mateix any, Kuribayashi es va casar amb Yoshie amb qui hi tingué tres filles i un fill. Yoshie va conservar part de la correspondència que s'intercanviava amb el seu marit, contribuint amb la seva publicació a la difusió de la seva biografia, més tard utilitzada per la indústria cinematogràfica.
A partir de 1928, Kuribayashi va ser assignat durant els dos anys següents al lloc d'agregat militar de l'ambaixada japonesa als Estats Units, a Washington DC. Com a part de la seva missió, Kuribayashi va viatjar intensament per tot el país, realitzant treballs d'investigació en afers militars i industrials, assistint inclús diversos cursos a la Universitat Harvard.
El seu coneixement precís i de primera mà de les capacitats nord-americanes el van dur a afirmar:
| «                                                                                               | Els Estats Units són el darrer país del món amb el que el Japó hauria d'enfrontar-se | » |
| — Kuribayashi en una carta a la família, segons Deroy Bolten i Nathan Wendt, "Iwo Jima Project" |                                                                                      |   |

Quan tornà a Tòquio, va obtenir el grau de major i el 1931, va ser novament enviat en missió diplomàtica com a agregat militar a l'ambaixada al Canadà. El 1933 va obtenir el grau de tinent coronel i des del 1936, va ser l'oficial en cap del 7è Regiment de Cavalleria. El 1937, el van nomenar cap de la secció d'Administració de Cavalleria en el Ministeri de la Guerra, lloc que va ocupar fins al 1940, quan va ser nomenat oficial en cap de la 2a Brigada de Cavalleria i, poc després, de la 1a Brigada de Cavalleria.